# Gyula Zsivótzky
Dans le nom hongrois Zsivótzky Gyula, le nom de famille précède le prénom, mais cet article utilise l’ordre habituel en français Gyula Zsivótzky, où le prénom précède le nom.
Gyula Zsivótzky (né le 5 février 1937 à Budapest - mort le 29 septembre 2007 à Budapest) est un athlète hongrois spécialiste du lancer du marteau. Son plus grand succès est son titre olympique aux jeux de Mexico, après deux médailles d'argent, en 1960 et en 1964.

## Biographie
Zsivótzky apparaît sur la scène internationale en obtenant le bronze aux championnats d'Europe de 1958. Lors des éditions suivantes, il remporta l'or et l'argent. Il eut encore plus de succès lors des Jeux olympiques. Après deux médailles d'argent en 1960 et 1964, il remporta le titre en 1968. Durant sa carrière, il a établi deux records du monde.
Il est inhumé au cimetière d'Óbuda.
Son fils Attila est un décathlonien.

## Palmarès

### Jeux olympiques d'été
- Jeux olympiques d'été de 1960 à Rome ( Italie)
  -  Médaille d'argent au lancer du marteau
- Jeux olympiques d'été de 1964 à Tokyo ( Japon)
  -  Médaille d'argent au lancer du marteau
- Jeux olympiques d'été de 1968 à Mexico ( Mexique)
  -  Médaille d'or au lancer du marteau
- Jeux olympiques d'été de 1972 à Munich ( Allemagne de l'Ouest)
  - 5e au lancer du marteau

### Championnats d'Europe d'athlétisme
- Championnats d'Europe d'athlétisme de 1958 à Stockholm ( Suède)
  -  Médaille de bronze au lancer du marteau
- Championnats d'Europe d'athlétisme de 1962 à Belgrade ( Yougoslavie)
  -  Médaille d'or au lancer du marteau
- Championnats d'Europe d'athlétisme de 1966 à Budapest ( Hongrie)
  -  Médaille d'argent au lancer du marteau
- Championnats d'Europe d'athlétisme de 1969 à Athènes ( Royaume de Grèce)
  - 4e au lancer du marteau